# Cefepime
Il cefepime (o la cefepima) è un antibatterico appartenente al gruppo delle cefalosporine di quarta generazione, sintetizzato e brevettato nel 1982 dalla Bristol-Myers Squibb, autorizzato alla commercializzazione nel 1994. Il cefepime dicloridrato monoidrato è commercializzato in Italia con il nome di Maxipime, altri nomi commerciali sono Cepim e Cepimex, il farmaco è disponibile in flaconcini monodose da 250 mg, 500 mg, 1000 mg e 2000 mg, per uso intramuscolare o endovenoso.

## Indicazioni
Il principio attivo è efficace contro alcune infezioni causate da enterobatteri, Escherichia coli, Pseudomonas aeruginosa, Proteus spp., Klebsiella, Streptococcus pneumoniae e Staphylococcus aureus meticillino sensibile (MSSA).

## Controindicazioni
Controindicato in caso di ipersensibilità nota al farmaco, da non somministrare in bambini di età inferiore al mese.

## Effetti collaterali
Fra gli effetti collaterali riscontrati si evidenziano nausea, insufficienza renale, leucopenia, neutropenia, pancitopenia, vomito, anoressia e diarrea.